# Agape (mitraismo)
L'agape era un banchetto rituale del culto di Mitra che si teneva solitamente in una stanza specifica del mitreo. 
In genere era a base di vino (o acqua) e pane, secondo uno schema molto simile a quello dell'eucaristia dei primi cristiani. Si trattava quindi di un atto comunitario riservato agli iniziati, esattamente come avveniva nel culto cristiano (nel quale, per esempio, anche i catecumeni erano allontanati prima della celebrazione dell'eucaristia), che non a caso utilizzava anche lo stesso termine per designare il rito, mysterion, poi tradotto da Tertulliano in sacramentum.